# Casearia spruceana
Casearia spruceana Benth. ex Eichler – gatunek rośliny z rodziny wierzbowatych (Salicaceae Mirb.). Występuje naturalnie w Kolumbii, Wenezueli, Peru oraz Brazylii (w stanach Amazonas, Pará, Rondônia, Roraima i Bahia). 

## Morfologia
PokrójZrzucające liście drzewo lub krzew dorastające do 2–5 m wysokości.
LiścieBlaszka liściowa ma podługowato-lancetowaty kształt. Mierzy 6–25 cm długości oraz 2,5–9,5 cm szerokości, jest piłkowana na brzegu lub niemal całobrzega, ma klinową nasadę i ostry wierzchołek. Ogonek liściowy jest nagi i dorasta do 5–8 mm długości.
KwiatySą zebrane w pęczki, rozwijają się w kątach pędów. Mają 5 działek kielicha o owalnym kształcie. Kwiaty mają 20–25 pręcików.
OwoceMają kulistawy kształt i osiągają 10–15 mm średnicy.

## Biologia i ekologia
Rośnie w podmokłych lasach, na terenach nizinnych.